# Mikcja

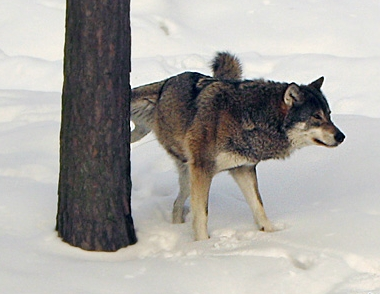
Wilk oddający mocz

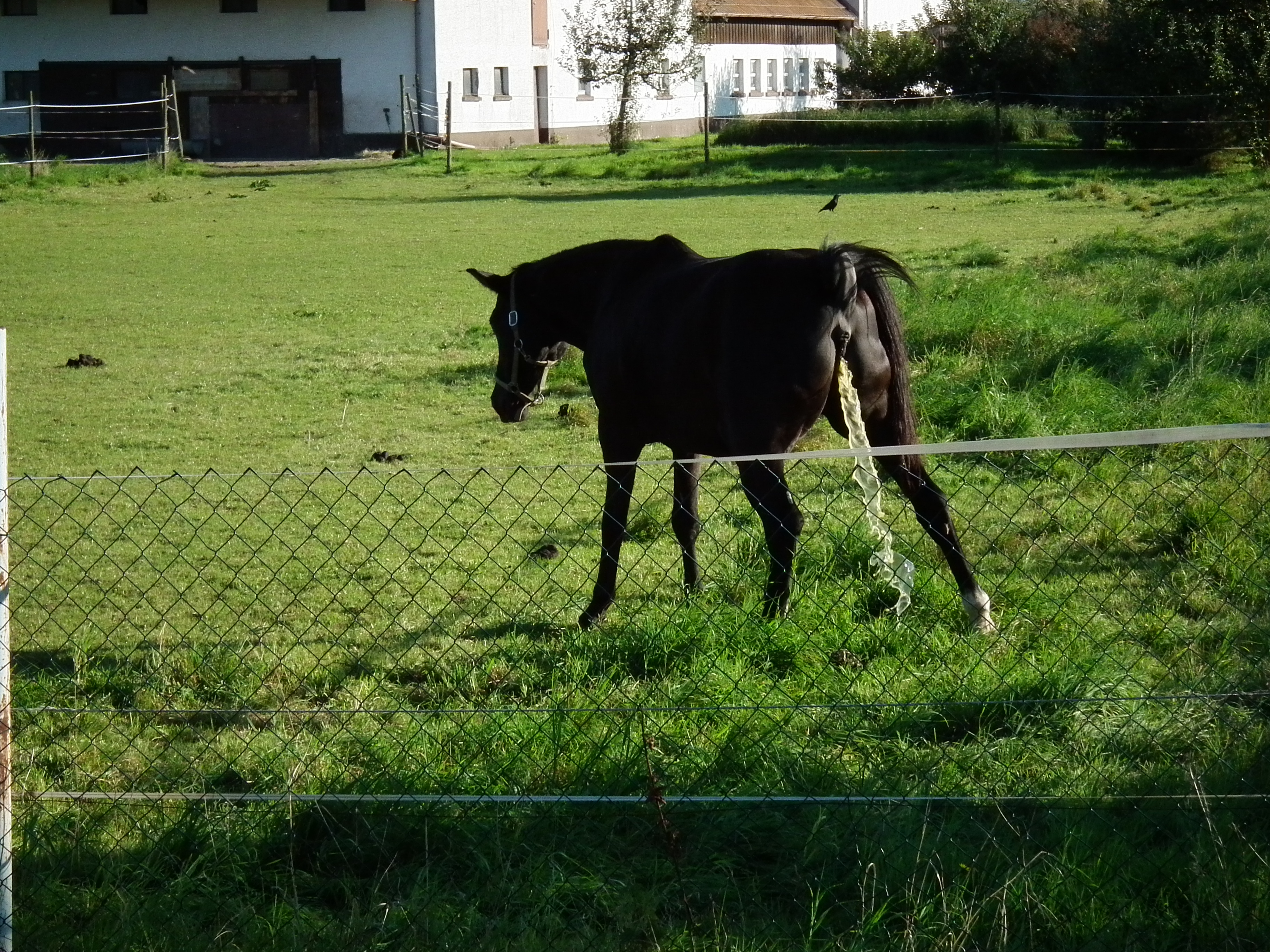
Klacz oddająca mocz

Mikcja (łac. mictio) – medyczne określenie oddawania moczu, polegającego na usunięciu na zewnątrz przez cewkę moczową zebranego w pęcherzu moczowym moczu.
Mocz, stopniowo zbierając się w pęcherzu moczowym, powoduje naprężenie jego ściany, co z kolei skutkuje wysłaniem informacji do mózgu o potrzebie jego opróżnienia. Sam akt mikcji jest wynikiem świadomego wysłania informacji do mięśni kurczących pęcherz moczowy i jednocześnie rozluźniających cewkę moczową.
Mikcja jest kontrolowana nie tylko przez ośrodek korowy odpowiedzialny za świadomą kontrolę oddawania moczu, ale również przez ośrodek w moście mózgu, gdzie znajduje się ośrodek odpowiedzialny za odruch bezwarunkowy mikcji. Oznacza to, że niemożliwe jest zatrzymywanie aktu mikcji w nieskończoność. W rdzeniu kręgowym natomiast znajdują się ośrodki współczulne (na wysokości Th10-Th12) oraz przywspółczulne (na wysokości S2-S4).
Oddawanie moczu jest jednym z nielicznych przykładów sprzężenia zwrotnego dodatniego w organizmie człowieka. Polega ono na tym, że podczas początkowego skurczu mięśni przy oddawaniu moczu mięśnie opróżniające pęcherz moczowy na skutek impulsacji z ośrodkowego układu nerwowego kurczą się coraz silniej aż do całkowitego opróżnienia pęcherza.
W rozwoju osobniczym dopiero odpowiedni rozwój kory mózgu pozwala na świadome kontrolowanie oddawania moczu, dlatego małe dzieci nie potrafią kontrolować tej czynności (kontrola rozwija się pomiędzy 1. a 3. rokiem życia).
Po tym okresie brak kontroli mikcji jest objawem chorobowym i przyjmuje postać np. moczenia nocnego, nietrzymania moczu, moczenia paradoksalnego.
Inne pojęcia medyczne mające zastosowanie w określaniu patologii oddawania moczu:
- poliuria – czyli wielomocz (wydalanie zwiększonej ilości moczu np. w cukrzycy, moczówce prostej);
- polakisuria – czyli częstomocz (częste oddawania zmniejszonych objętości moczu);
- oliguria – czyli skąpomocz (niewystarczające wydalanie moczu np. w niewydolności nerek, odwodnieniu);
- anuria – czyli bezmocz związany z uszkodzeniem aparatu filtrującego nerek (brak powstawania moczu np. z powodu wstrząsu);
- zatrzymanie moczu – brak wydalania moczu, mimo jego powstawania (przeszkoda popęcherzowa np. w przeroście prostaty);
- dysuria – czyli bolesne oddawanie moczu;
- nykturia – czyli konieczność oddawania moczu w nocy;
- paruroza – lęk przed oddawaniem moczu w obecności ludzi np. w toalecie publicznej.